# Distretto di Bani Walid
Il distretto di Bani Walid (in arabo شعبية بني وليد) è stato uno dei 32 distretti della Libia; con la riforma del 2007 è entrato a far parte del distretto di Misurata.
Si trova nella regione storica della Tripolitania.